# Tomasz Kędziora
Tomasz Kędziora (Sulechów, 1994. június 11. –) lengyel válogatott labdarúgó, az ukrán Dinamo Kijiv hátvédje.

## Pályafutása

### Klubcsapatokban
Kędziora a lengyelországi Sulechów városában született. Az ifjúsági pályafutását a Lechia Zielona Góra csapatában kezdte, majd 2010-ben a Lech Poznań akadémiájánál folytatta.
2012-ben mutatkozott be a Lech Poznań első osztályban szereplő felnőtt csapatában. 2017. július 11-én hétéves szerződést kötött az ukrán első osztályban érdekelt Dinamo Kijiv együttesével. Először a 2017. július 29-ei, Karpati Lviv ellen 5–0-ra megnyert mérkőzésen lépett pályára. Első gólját 2018. március 4-én, a Zorja Luhanszk ellen 3–2-es győzelemmel zárult találkozón szerezte meg. A 2021–22-es szezon második felében a Lech Poznańnál szerepelt kölcsönben. 2022. március 19-én, a Jagiellonia Białystok ellen 3–0-ra megnyert bajnokin debütált. 2023 januárja és júniusa között a görög PAÓK csapatát erősítette kölcsönben.

### A válogatottban
Kędziora az U16-ostól az U21-esig minden korosztályú válogatottban képviselte Lengyelországot.
2017-ben debütált a felnőtt válogatottban. Először a 2017. november 13-ai, Mexikó ellen 1–0-ra elvesztett mérkőzésen lépett pályára. Első válogatott gólját 2021. október 9-én, San Marino ellen 5–0-ra megnyert VB-selejtezőn szerezte meg.

## Statisztikák
2023. május 24. szerint
| Klub                     | Szezon   | Osztály             | Bajnokság | Bajnokság | Kupa  | Kupa | Nemzetközi | Nemzetközi | Összesen | Összesen |
| Klub                     | Szezon   | Osztály             | Meccs     | Gól       | Meccs | Gól  | Meccs      | Gól        | Meccs    | Gól      |
| ------------------------ | -------- | ------------------- | --------- | --------- | ----- | ---- | ---------- | ---------- | -------- | -------- |
| Lech Poznań              | 2012–13  | Ekstraklasa         | 6         | 0         | 0     | 0    | 1          | 0          | 7        | 0        |
| Lech Poznań              | 2013–14  | Ekstraklasa         | 14        | 1         | 0     | 0    | 2          | 1          | 16       | 2        |
| Lech Poznań              | 2014–15  | Ekstraklasa         | 35        | 3         | 3     | 0    | 4          | 1          | 42       | 4        |
| Lech Poznań              | 2015–16  | Ekstraklasa         | 24        | 0         | 5     | 1    | 9          | 1          | 38       | 2        |
| Lech Poznań              | 2016–17  | Ekstraklasa         | 36        | 1         | 7     | 1    | —          | —          | 43       | 2        |
| Lech Poznań              | Összesen | Összesen            | 115       | 5         | 15    | 2    | 16         | 3          | 146      | 10       |
| Dinamo Kijiv             | 2017–18  | Premjer Liha        | 22        | 1         | 4     | 0    | 10         | 0          | 36       | 1        |
| Dinamo Kijiv             | 2018–19  | Premjer Liha        | 27        | 2         | 2     | 0    | 14         | 2          | 43       | 4        |
| Dinamo Kijiv             | 2019–20  | Premjer Liha        | 27        | 0         | 4     | 0    | 8          | 0          | 39       | 0        |
| Dinamo Kijiv             | 2020–21  | Premjer Liha        | 25        | 1         | 2     | 0    | 13         | 0          | 40       | 1        |
| Dinamo Kijiv             | 2021–22  | Premjer Liha        | 15        | 1         | 2     | 0    | 5          | 0          | 22       | 1        |
| Dinamo Kijiv             | 2022–23  | Premjer Liha        | 9         | 0         | 0     | 0    | 9          | 0          | 18       | 0        |
| Dinamo Kijiv             | Összesen | Összesen            | 125       | 5         | 14    | 0    | 59         | 2          | 198      | 7        |
| Lech Poznań (kölcsönben) | 2021–22  | Ekstraklasa         | 6         | 1         | 1     | 0    | —          | —          | 7        | 1        |
| PAÓK (kölcsönben)        | 2022–23  | Super League Greece | 8         | 1         | 2     | 0    | —          | —          | 10       | 1        |
| Összesen                 | Összesen | Összesen            | 254       | 12        | 32    | 2    | 75         | 5          | 361      | 19       |

### A válogatottban
| Válogatott    | Év       | Pályára lépés | Gól |
| ------------- | -------- | ------------- | --- |
| Lengyelország | 2017     | 1             | 0   |
| Lengyelország | 2018     | 6             | 0   |
| Lengyelország | 2019     | 9             | 0   |
| Lengyelország | 2020     | 5             | 0   |
| Lengyelország | 2021     | 5             | 1   |
| Lengyelország | 2023     | 2             | 0   |
| Összesen      | Összesen | 28            | 1   |

#### Góljai a válogatottban
| # | Időpont          | Helyszín                               | Ellenfél   | Gólok | Eredmény | Kiírás               |
| - | ---------------- | -------------------------------------- | ---------- | ----- | -------- | -------------------- |
| 1 | 2021. október 9. | Stadion Narodowy, Varsó, Lengyelország | San Marino | 3–0   | 5–0      | 2022-es VB-selejtező |

## Sikerei, díjai
Lech Poznań
- Ekstraklasa
  - Bajnok (2): 2014–15, 2021–22
  - Ezüstérmes (2): 2012–13, 2013–14

- Lengyel Kupa
  - Döntős (4): 2014–15, 2015–16, 2016–17, 2021–22

- Lengyel Szuperkupa
  - Győztes (2): 2015, 2016

Dinamo Kijiv
- Premjer Liha
  - Bajnok (1): 2020–21
  - Ezüstérmes (3): 2017–18, 2018–19, 2019–20

- Ukrán Kupa
  - Győztes (2): 2019–20, 2020–21
  - Döntős (1): 2017–18

- Ukrán Szuperkupa
  - Győztes (3): 2018, 2019, 2020
  - Döntős (2): 2017, 2021